# Nguyễn Văn Thương (quân nhân)
Nguyễn Văn Thương (1938–2018) là thiếu tá tình báo, Anh hùng lực lượng vũ trang nhân dân Việt Nam.

## Tiểu sử
Nguyễn Văn Thương (hay còn gọi với cái tên thân mật là ông Hai Thương) sinh ra và lớn lên tại xã Lộc Hưng, Trảng Bàng, Tây Ninh trong một gia đình cách mạng. Mới 3 tháng tuổi, ông đã được gửi cho một người cô nuôi dưỡng để ba mẹ đi hoạt động cách mạng. Năm lên 8 tuổi, ông nhận được tin mẹ bị bắt, đày đi Côn Đảo rồi hy sinh. Năm 1959, cha ông hy sinh trong một lần hoạt động quân báo.
Tháng 5 năm 1959, Nguyễn Văn Thương quyết định tham gia cách mạng. Năm 1961, ông được chuyển về đơn vị trinh sát và làm bảo vệ cho ông Võ Văn Kiệt (lúc đó là Bí thư thành ủy T4 Sài Gòn – Gia Định). Sau đó, Nguyễn Văn Thương được chuyển sang hoạt động trong ngành tình báo, dưới sự huấn luyện trực tiếp của Mười Nho (đại tá Nguyễn Nho Quý, Trưởng ban tình báo khu Sài Gòn – Chợ Lớn).
Trong 10 năm hoạt động chiến đấu từ năm 1959 đến tháng 2 năm 1969, Nguyễn Văn Thương được giao nhiệm vụ giao liên tình báo ở khu vực Bắc Sài Gòn (Sài Gòn – Bến Cát – Bình Dương), đây là thời điểm khó khăn, bởi quân đội Mỹ và Việt Nam Cộng hòa luôn tỏ ra thận trọng thường xuyên kiểm soát gắt gao trên tuyến hành lang xung yếu này. Nguyễn Văn Thương đã vượt qua khó khăn, gian khổ và nguy hiểm, thực hiện hàng nghìn lần chuyển nhận chỉ thị, tài liệu và đưa đón hàng trăm cán bộ từ ngoài căn cứ vào trong Sài Gòn và từ Sài Gòn ra căn cứ an toàn.
Ngày 10 tháng 2 năm 1969, trong lần trên đường mang tài liệu từ Sài Gòn ra vùng căn cứ, Nguyễn Văn Thương bị máy bay Mỹ phát hiện, hạ thấp định bắt sống. Ông đã chủ động dùng súng AK-47 bắn rơi một máy bay lên thẳng, diệt 3 lính Mỹ. Quân đội Mỹ phải huy động một lực lượng lớn mới bắt được ông, nhưng ông đã cất giấu tài liệu kỹ trước khi bị bắt.
Sau nhiều lần mua chuộc không thành, quân đội Mỹ đã đưa Nguyễn Văn Thương ra đập nát hai bàn chân. Sau đó chỉ trong 3 tháng, họ 6 lần cưa 6 đoạn chân của ông.
Hơn 4 năm trong các nhà tù, Nguyễn Văn Thương bị tra tấn đủ mọi cực hình nhưng vẫn một mực trung kiên, giữ vững khí tiết. Khi ở trại giam đảo Phú Quốc ông vẫn tiếp tục đấu tranh, tham gia trong cấp ủy nhà tù. Tấm gương bất khuất, kiên cường của ông đã cổ vũ đồng chí, đồng đội trong nhà tù tích cực hăng hái đấu tranh.
Năm 1973, sau Hiệp định Paris, Nguyễn Văn Thương mới được trở về đoàn tụ với gia đình.
Sau khi ra tù, ông trở lại với cuộc sống thường ngày.
Ngày 13 tháng 8 năm 2018, ông qua đời tại nhà riêng, hưởng thọ 80 tuổi. Mộ phần của ông được đặt tại Hoa viên Nghĩa trang Bình Dương.

## Chiến công

### Phá tượng Ngô Đình Diệm
Ngày 15 tháng 10 năm 1958, trong hội chợ triển lãm mang màu sắc chính trị diễn ra tại Biên Hòa. "Tổ công tác phong trào cách mạng của đồn điền cao su Xuân Lộc" gồm Nguyễn Văn Thương, Trịnh Minh Thành, Hai Gáo, Năm Ninh tham gia hoạt động rải truyền đơn. Xong nhiệm vụ chính, Thương và đồng chí của mình hòa vào đám đông đang ngắm nghía chiếc xe bọc vải nhung kết hoa sặc sỡ. Nhìn thấy trên xe là hình nộm Tổng thống Ngô Đình Diệm mặc áo gấm đội khăn, Thương sôi máu bàn với Năm Ninh "phải ngắt cổ Ngô tổng thống để hạ uy tín địch và nâng vị thế Cách mạng".
Nguyễn Văn Thương vờ hò hét dọn đường như một lơ xe thứ thiệt và đợi cho tài xế không quan sát phía sau, anh nhảy ngay lên thùng xe. Hàng ngàn cặp mắt đang dõi theo xe diễu hành cứ ngỡ Thương là người bảo vệ hình nộm Ngô tổng thống.
Xe chạy chầm chậm đến quãng vắng, Thương bắt đầu nấp sau lưng hình nộm, kiễng chân cắt dây chằng néo hình nộm và dây điện (dùng điều khiển tay chân hình nộm cử động). Phải hơn 15 phút đứng hành động và có khi đứng im sau lưng hình nộm để tránh bị phát hiện, Thương mới hất được cái đầu Ngô tổng thống làm bằng thạch cao rơi xuống thùng xe. Nhanh nhẹn ôm cái đầu hình nộm, Thương chọn quãng đường vắng nhảy xuống đất, lăn mấy vòng dạt vào bụi cỏ ven đường rồi đập nát hình nộm.

## Câu nói
Những lần bị quân đội Mỹ tra tấn bằng cách "cưa chân", ông kể lại:
| “ | "Tôi cắn răng khi chúng đưa cưa vào. Sau đó thì tôi ngất xỉu. Những lúc đối mặt với kẻ thù, đau đớn đến cỡ nào tôi cũng chịu đựng được vì trong lòng tôi có sức mạnh của Đảng và hình ảnh của ba mẹ, vợ con và đồng đội" | ” |

Cuối cùng, người đại tá Mỹ phải thốt ra câu: "Tao thua rồi, mày là sinh vật thép".

## Khen thưởng
- 2 Huân chương chiến công giải phóng hạng nhất
- 1 Huân chương chiến công giải phóng hạng 3
- 14 lần đạt danh hiệu Dũng sĩ diệt Mỹ

Ngày 6 tháng 11 năm 1978, Nguyễn Văn Thương được Chủ tịch Tôn Đức Thắng phong tặng danh hiệu Anh hùng Lực lượng vũ trang nhân dân.
Để tri ân những hi sinh và cống hiến của Anh hùng Lực lượng Vũ trang nhân dân Nguyễn Văn Thương, Hoa viên Nghĩa trang Bình Dương đã dành tặng mộ phần và dịch vụ chăm sóc mộ phần trọn đời cho vợ chồng ông.